# Autoroute A-92 (Espagne)
Pour les articles homonymes, voir A92.
La A-92 est une voie rapide andalouse appartenant au réseau basique de structuration du catalogue routier de la Junta de Andalucía. Elle relie Séville à Almería, en Espagne. Elle contient plusieurs embranchements : A-92N qui relie Guadix (Grenade) à Lumbreras dans la région de Murcie, où elle se connecte avec l'A-7. Ce tronçon, sur la partie murcienne, est connu comme l'A-91; l'A92G (anciennement nommé A-329) qui relie Santa Fe à Grenade; et l'A-92M (anciennement nommé A-359), qui relie l'échangeur de Salinas à Villanueva de Cauche.
Elle constitue un grand axe de communication longitudinal (Est-Ouest) qui fut créé pour rompre avec la structure centralisée vers Madrid du réseau routier de l'État. Elle traverse les provinces de Séville, Malaga, Grenade et Almería, et elle est la voie rapide autonome la plus grande d'Espagne. Elle est importante pour les communications terrestres entre ces provinces, afin de canaliser le trafic du centre du pays vers Malaga ou Almería, en plus du trafic routier entre l'Andalousie et Levante.
Elle commence dans la périphérie de Séville, en liaison avec la SE-30, et prend la direction sud-est jusqu'à Antequera, où elle est reliée à l'A-45, et continue vers l'est jusqu'à Grenade. Au niveau de l'échangeur de Salinas, près de la frontière avec la province de Grenade, elle est reliée à l'A-92M. Elle continue à travers le sillon intrabétique (es) (surco Intrabético). Un échangeur au niveau de Santa Fe la relie à l'A-92G, puis elle contourne la ville de Grenade par le nord, où elle est reliée à l'A-44. Elle traverse les cols de la Mora (1390 m) et du Molinillo (1300 m) pour descendre jusqu'à Guadix, reliant à l'A-92N. Elle part vers le sud-est jusqu'à la jonction avec l'A-7 à Almería.
Elle fut construite en raison de l'Exposition universelle de 1992 à Séville, d'où le nom A-92. Le tracé a profité autant que possible de la présence des routes nationales N-334, N-342, N-324 et N-340, en les dédoublant, tout en faisant les travaux nécessaires pour éviter les passages à niveau et créer les routes de contournements des villages qu'elle traverse. À l'origine, depuis Guadix, elle suivait le tracé actuel de l'A-92N et l'A-91 jusqu'à Puerto Lumbreras ; mais en terminant la construction de la voie rapide entre Guadix et Almería, un changement de nom se fit, renommant le vieux tronçon en A-92N/A-91 et le nouveau comme l'A-92. Il était prévu que les travaux se finissent en 1992, mais ce fut totalement sous-estimé, elle a été ouverte dans sa totalité seulement en mai 2003. Toutefois, le tronçon final dut être refermé à cause de glissements de terrain causés par les pluies hivernales. Mais aussi, des travaux sont faits régulièrement à la sortie de Darro à cause du très mauvais état du revêtement.
Il existe trois antennes reliant cette autoroute à la région de Murcie et les villes de Grenade et Malaga.

## Antenne de Murcie
Cette antenne prend le nom de A-92N (N comme nord). Elle relie la Murcie à l'A-92 à Guadix pour une longueur de 118 km. Jusqu'à la frontière Andalousie-Murcie, l'autoroute fait partie de la Junta de Andalucía. Au-delà, elle prend le nom de A-91 pour rejoindre l'A-7 16km plus loin.

## Antenne de Grenade
Cette antenne est une voie rapide qui relie Grenade à l'A-92 à Santa-Fe pour une longueur de 9 km. Elle prend le nom de A-92G.

## Antenne de Malaga
Cette antenne est une autoroute longue de 24 km qui relie l'A-92 au km 177 en direction de Grenade aux autoroutes A-45 et AP-46 en directions de Malaga. Elle prend le nom de A-92M.

## Liste des sorties

### De Séville à Antequera
- Séville : Av. de Andalucía
- 0  Échangeur autoroutier entre  A-92  et SE-30 : Mercasevilla - Cordoue - Villafranca de Cordoba - Mérida - Huelva - Cadix
- 1A : Séville-Andalucía Residencial/zones industrielles du Pino et de la Negrilla
- 1B et  1C (de et vers Séville) : Séville-est
- 2 : Séville-Torreblanca; sortie de Séville,  Aire de service Voies de services (dans les deux sens)
- 3/5 : Séville-zones industrielles - Cadix (SE-30) - Mairena del Arcor ( A-8026 ),  Aire de service Voies de services (dans les deux sens)
- 5 (depuis Séville et vers les deux sens) : Mairena del Arcor ( A-8026 ) - Séville-La Red,  Aire de service Voies de services (dans les deux sens)
- 6A/8 : Séville-zones industrielles - Alcalá de Guadaíra,  Aire de service Voies de services (dans les deux sens)
- 6  Échangeur autoroutier entre  A-92  et SE-40 : Alcalá de Guadaíra ( A-8033 , de et vers Séville seulement) - Utrera ( A-376 ) - Cordoue, Cadix (A-4)
- 7 (de et vers Séville) : Alcalá de Guadaira - Centre commercial Parque Guadiara,  Aire de service Voies de services (dans les deux sens)
- 9/12 (de et vers Séville) : Alcalá de Guadaíra,  Aire de service Voies de services (dans les deux sens)
- 12A : Alcalá de Guadaíra - Mairena del Alcor - El Viso del Alcor - Carmona ( A-392 ),  Aire de service Voies de services (dans les deux sens)
- 12B  14A : Alcalá de Guadaíra
- 14B : Morón de la Frontera ( A-360 )
- 15 : San Juan de Dios
- 20
- 23 : Mairena del Alcor
- Aire de service Casablanca (dans les deux sens)
- 25
- 27 : Arroyo del Salado - Carmona - Utrera ( A-8100 )
- 30 et  33/34
- 37 : Utrera - Las Cabezas de San Juan ( A-394 )
- 38 (sens Almeria-Séville) : Arahal +  Aire de service Arahal (dans les deux sens)
- 40 : Arahal
- 41 : Arahal - Morón de la Frontera
- 42 (sens Almeria-Séville) : Arahal
- Aire de service Paradas (dans les deux sens)
- 46 : Paradas
- 49 : Marchena, Écija ( A-364 ) - Morón de la Frontera - Ronda ( A-361 )
- Aire de service Santa Elo (dans les deux sens) (pas de station à essence dans le sens Almeria-Séville)
- 54/57 :  Aire de service Voies de services (dans les deux sens)
- 58
- 63 : Marchena - La Puebla de Cazalla ( A-380 ) +  Aire de service La Puebla de Cazalla (dans les deux sens)
- 65 : La Puebla de Cazalla
- 69,  74 et  77
- 80 : Osuna
- 82 : Osuna - El Saucejo - Almargen ( A-451 )
- 84 : Osuna - Martín de la Jara ( A-378 )
- 85 (depuis Almeria) : Osuna +  Aire de service Osuna (sens Almeria-Séville)
- 89
- 92 : El Rubio - Martín de la Jara
- 95 : Aguadulce
- 97 : Gilena - Pedrera ( SE-486 ),  Aire de service Gilena (dans les deux sens)
- 103 : Estepa
- 105 : Estepa,  Aire de service Estapa (dans les deux sens)
- 106  Échangeur autoroutier entre  A-92  et  A-318  : Estepa - Herrera, Puente Genil, Lucena ( A-318 )
- 109 : Estepa
- 112 : Lora de Estepa
- 113 : Casariche ( A-379 ),  Aire de service
- 120 : La Roda de Andalucía
- 123 : La Roda de Andalucía - Navahermosa, Fuente de Yeguas, Campillos ( A-365 ) +  Aire de service La Roda (sens Séville-Almeria)
- 125 : La Roda de Andalucía
- Passage de la province de Séville à celle de Malaga
- 132 : Fuente de Piedra - Humilladero
- Aire de service Los Almendros (dans les deux sens)
- 138 : Mollina - Humilladero ( A-7280 )
- 142 : Mollina - Las Viñas ( A-7280 )
- 146 : Antequera ( A-343 ) - Campillos, Ronda, Jerez de la Frontera ( A-384 )
- 149 : Antequera - Cordoue ( N-331 )
- 152  Échangeur autoroutier entre  A-92  et A-45 : Cordoue - Malaga

### De Antequera à Guadix
- 152  Échangeur autoroutier entre  A-92  et A-45 : Cordoue - Malaga
- 160 : Antequera - La Vega ( A-7282 )
- 163  167 (2 échangeurs complets) : Archidona
- 175 : Iznájar - Priego de Córdoba - Rute ( A-333 )
- 177  Échangeur autoroutier entre  A-92  et  A-92M  : Villanueva del Trabuco - Malaga (A-45)
- Passage de la province de Malaga à celle de Grenade
- 178 (de et vers Almeria) : Cuesta de la Palma
- 180 (de et vers Séville) : Cuesta Blanca
- 183/185 (depuis les deux sens et vers Séville) : Cuesta Blanca - Riofrío
- 187 : Venta del Rayo - Zafarraya ( A-341 )
- 188 (sens Séville-Almeria) : Loja-ouest ( A-328 )
- 193 : Loja-est ( A-4154 )
- 197 : Salar - Alhama de Granada ( A-4155 )
- 200 :  Aire de service
- 203 : Huétor Tájar ( GR-4400 )
- 206 : Villanueva Mesía ( GR-4401 )
- 211 : Moraleda de Zafayona - Alhama de Granada ( A-402 ) - Montefrío ( A-335 ),  Aire de service Voies de services (dans les deux sens)
- Aire de service Paraiso (dans les deux sens)
- 215 : Fuensanta
- 218 : Trasmulas
- 220 : Peñuelas - Castillo de Tajarja,  Aire de service
- 221 : Láchar - Peñuelas
- 225 : Cijuela - Romilla - Chimeneas,  Aire de service
- 227 : Chauchina - Fuente Vaqueros
- 229/231 : Aéroport de Grenade ( A-4075 )
- 230 : Santa Fe - Grenade - Sierra Nevada
- 234  Échangeur autoroutier entre  A-92  et GR-43 : Fuente Vaqueros - Santa Fe - Cordoue ( N-432 )
- 236 : Cordoue - Grenade ( N-432 )
- 237/238 : Atarfe - Las Canteras
- Aire de service El Torreon (dans les deux sens)
- 240  Échangeur autoroutier entre  A-92  et A-44 (de et vers Almeria) : Motril
- 241  Échangeur autoroutier entre  A-92  et A-44 : Grenade - Motril - Jaén - Madrid
- 245 : Pulianas - Güevéjar - Cogollos Vega ( GR-3424 )
- 249 : Alfacar - Jun ( GR-3103 )
- 250 : Víznar ( GR-3102 )
- 253 : Huétor Santillán ( A-4003 ) - El Fargue - Grenade-est ( A-4002 )
- 256 : Beas de Granad - Huétor Santillán ( A-4003 ),  Aire de service
- 259 :  Aire de repos Sierra de Huétor (dans les deux sens)
- Aire de repos Puerto de la Mora (sens Almeria-Séville)
- 264 : Prado Negro - Las Mimbres - Venta del Molinillo
- 276 : Diezma
- 278 (depuis les deux sens et vers Almeria) : Diezma,  Aire de service Cerrillo de San Marcos (sens Séville-Almeria)
- 279 (sens Almeria-Séville) :  Aire de service Diezma (dans les deux sens)
- 282 : Lopera - La Peza - Darro, Jaén ( A-308 )
- 286 : Lopera - La Peza,  Aire de service
- 288 : Purullena - Cortes y Graena - Beas de Guadix
- 292/293 : Guadix - Purullena - Cortes y Graena - Beas de Guadix,  Aire de service
- 294 : Benalúa - Guadix ( A-325 )
- 295  Échangeur autoroutier entre  A-92  et  A-92N /A-91 (de et vers Séville) : Baza, Murcie, Elche

### De Guadix à Almeria
- 295  Échangeur autoroutier entre  A-92  et  A-92N /A-91 (de et vers Séville) : Baza, Murcie, Elche
- 303/304 : Guadix-est - Alcudia de Guadix - Exfiliana
- 307/308 : Alcudia de Guadix - Exfiliana
- 312 : La Calahorra - Charches - Cherín - Puerto de la Ragua ( A-337 ),  Aire de service La Calahorra (dans les deux sens)
- 318 : Dólar - El Pocico,  Aire de service
- 321 : Huéneja - La Huertezuela,  Aire de service
- 326 : Huéneja
- Passage de la province de Grenade à celle d'Almeria
- 330 (de et vers Séville) : Fiñana
- 333 : Fiñana - Parc National de Sierra Nevada
- 336 : Fiñana - Abrucena
- 341 (de et vers Almeria) : Abla
- 345 : Los Lázares - Doña María
- 352 : Nacimiento - Venta del Pino
- 354 : Venta del Pino, Alboloduy, Alhabia ( A-1075 )
- 356 : Alcubillas - Aulago ( AL-4404 )
- 358 (depuis Séville) :  Aire de service Gérgal (sens Séville-Almeria)
- 360 : Gérgal
- 362 : Gérgal - Olula de Castro, Bacares, Seron ( A-1178 )
- 364 (sens Séville-Almeria) : U.E.E.
- 368
- 376 : Tabernas, Désert de Tabernas, Sorbas ( N-340 ),  Aire de service
- 382 : Rioja - Benahadux ( N-340 ) - Gádor ( AL-3412 ),  Aire de service
- 387 : Pechina - Sierra Alhamilla ( AL-3100 )
- 392  Échangeur autoroutier entre  A-92  et A-7 : Viator, Almeria-nord ( A-1000 ) - Almeria, Malaga, Murcie (A-7)

### De Guadix à Puerto Lumberas (A-92N/A-91)
- Échangeur autoroutier entre  A-92  et  A-92N /A-91 : Grenade - Séville; début de l'A-92N
- 0 (de et vers A-7) : Guadix
- 3 : Zone d’activités,  Aire de service Voie de service (sens A-92-A-7)
- 7 : Hernán-Valle
- 11 : Villanueva de las Torres - Dehesas de Guadix - Alicún de Ortega ( GR-6101 )
- Aire de service de Gor (dans les deux sens)
- 14 : Las Viñas - Gor - Parc naturel de la sierra de Baza
- 16 : Cenascuras - Gorafe
- 20 : Gor - Los Balcones
- 25 : Baúl - Bácor - Cuevas del Campo
- Aire de service Sierra de Baza (dans les deux sens)
- 28 : Parc naturel de la sierra de Baza
- 31
- 34 : Freila
- 37 (de et vers A-92) : Baza
- 39 : Zújar - Cuevas del Campo - Pozo Alcón ( A-315 )
- 43 : Baza - Benamaurel
- 46 : Baza-est - Caniles - Huércal Overa ( A-334 )
- 50 : La Jámula - Salazar
- 58 (depuis A-92) : Venta del Peral + Aire de service Venta del Peral (dans les deux sens)
- 60 : Cúllar - Huéscar - Puebla de Don Fadrique ( A-330 )
- 65 : Cúllar
- 67 : Pulpite
- 73 : Venta Quemada,  Aire de service
- 76 : Tarifa
- 78/80 : Las Vertientes
- Aire de repos Las Vertientes (sens A-92-A-7) et  Aire de service Las Vertientes (sens A-7-A-92)
- Passage de la province de Grenade à celle d'Almeria
- 82 : El Contador
- 89 : Chirivel - Oria - Partaloa,  Aire de service
- 94 (de et vers A-7) : Chirivel
- Aire de repos Las Nogueras (sens A-7-A-92)
- 98 (sens A-92-A-7) :  Aire de repos "Ciruelo-Picolo" (sens A-92-A-7)
- 102 : Fuente Grande
- 108 : Vélez-Rubio - Vélez-Blanco ( A-317 )
- 112 : Vélez-Rubio - Santa Maria de Nieva ( A-317 ) - Taberno ( AL-7101 )
- 116 : Santa Maria de Nieva ( A-327 )
- Aire de repos Las Vicarias (sens A-92-A-7)
- Passage de l'Andalousie à la région de Murcie; l' A-92N  devient l'A-91 (entrée dans le réseau national)
- 2 (depuis A-92) :  Aire de service Voie de service (dans les deux sens)
- 6 : Henares - La Parroquia
- 9 (de et vers A-7) :  Aire de service Voie de service (dans les deux sens)
- 14 (de et vers A-92) : Puerto Lumbreras
- Échangeur autoroutier entre A-7 et A-91 : Murcie - Alicante ou Vera - Almeria

## Sources
- (es) Cet article est partiellement ou en totalité issu de l’article de Wikipédia en espagnol intitulé « Autovía A-92 » (voir la liste des auteurs).